# 施拉赫滕湖

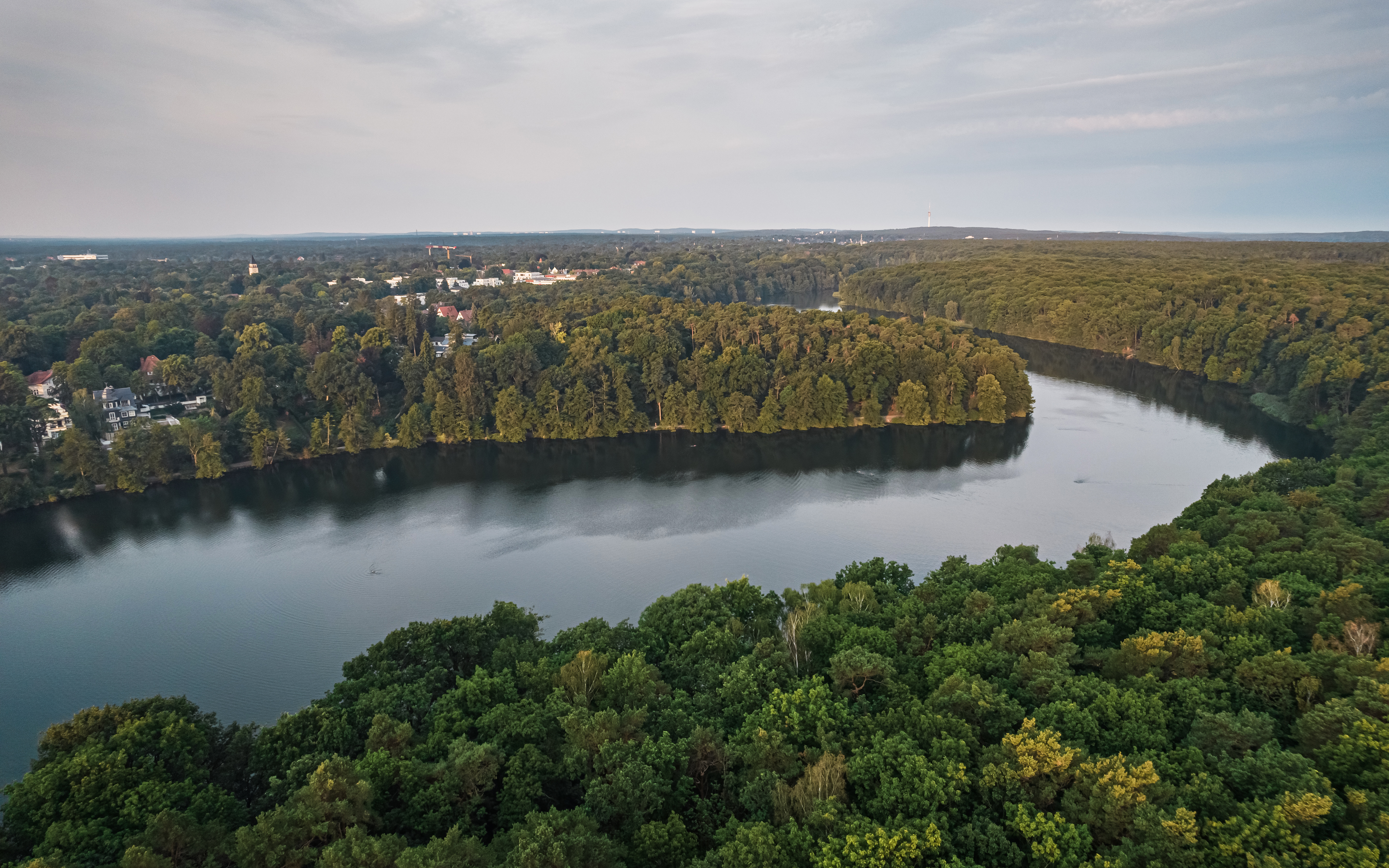

52°26′34″N 13°13′0″E / 52.44278°N 13.21667°E
施拉赫滕湖（德語：Schlachtensee），是德國的湖泊，位於該國首都柏林，由施泰格利茨-采倫多夫行政區負責管轄，面積0.4平方公里，平均水深4.7米，最大水深8.9米，水體容量194萬立方米，湖岸線長度5.5公里。